# Thysanopyga oroanda
Thysanopyga oroanda là một loài bướm đêm trong họ Geometridae.